# أرتورو دي كوردوفا
أرتورو دي كوردوفا (بالإسبانية: Arturo de Córdova) هو ممثل سينمائي مكسيكي (ولد يوم 8 مايو من العام 1908 في مدينة ماردة ولاية يوكاتان بالمكسيك) شارك في أكثر من مائة فيلم.

## روابط خارجية
- أرتورو دي كوردوفا على موقع IMDb (الإنجليزية)
- أرتورو دي كوردوفا على موقع ألو سيني (الفرنسية)
- أرتورو دي كوردوفا على موقع أول موفي (الإنجليزية)
- أرتورو دي كوردوفا على موقع قاعدة بيانات الأفلام السويدية (السويدية)
- أرتورو دي كوردوفا على موقع إن إن دي بي (الإنجليزية)
- أرتورو دي كوردوفا على موقع قاعدة بيانات الفيلم (الإنجليزية)
- أرتورو دي كوردوفا على موقع كينوبويسك (الروسية)